# 게이트 - 자위대. 그의 땅에서, 이처럼 싸우며
《게이트 - 자위대. 그의 땅에서, 이처럼 싸우며》(일본어: ゲート 自衛隊 彼の地にて、斯く戦えり)는 야나이 타쿠미가 쓴 라이트 노벨을 바탕으로 하는 일본의 만화이다. 2014년 12월 19일 텔레비전 애니메이션화가 발표되었고, 2015년 7월 애니메이션 방영이 시작되었다. 일본 현지 기준 방송사는 도쿄 MX이다. 또한 2016년에 애니메이션 2쿨이 방영될 예정이다.